# Manfred Lange
Manfred Lange (* 25. April 1950 in Husum) ist ein General der Luftwaffe der Bundeswehr im Ruhestand. In seiner letzten Verwendung war er vom  23. September 2010 bis 10. Dezember 2012 Chef des Stabes im Supreme Headquarters Allied Powers Europe (SHAPE) der NATO.

## Militärische Laufbahn
Beförderungen
- 1972 Leutnant
- 1974 Oberleutnant
- 1978 Hauptmann
- 1984 Major
- 1989 Oberstleutnant
- 1994 Oberst
- 2000 Brigadegeneral
- 20?? Generalmajor
- 20?? Generalleutnant
- 20?? General

### Ausbildung und erste Verwendungen
Lange trat 1970 in den Dienst der Bundeswehr und wurde in der Luftwaffe zum Radarleit- und Einsatzoffizier ausgebildet. Zudem hatte er Verwendungen als Zugführer und Einsatzoffizier in einer NATO-Radarstellung.

### Dienst als Stabsoffizier
Von 1982 bis 1984 absolvierte er den 27. Generalstabslehrgang Luftwaffe an der Führungsakademie der Bundeswehr in Hamburg, wo er zum Offizier im Generalstabsdienst ausgebildet wurde. Hier wurde ihm in Anerkennung seiner Lehrgangsleistung der General-Heusinger-Preis verliehen und er erhielt die regelmäßige Beförderung zum Major. Im Anschluss daran wurde er von 1984 bis 1986 als Kompaniechef der 3./Fernmelderegiment 34 in Visselhövede im Radarführungsdienst und danach als Dezernatsleiter A3a (Planung und Ausbildung) im Stab der 4. Luftwaffendivision in Aurich eingesetzt.
Von 1988 bis 1989 diente Lange als Stabsoffizier beim Stellvertreter des Generalinspekteurs der Bundeswehr, Generalleutnant Siegfried Storbeck. Lange verblieb im Bundesministerium der Verteidigung und übernahm den Posten eines Referenten im Führungsstab der Luftwaffe (FüL III 1) zuständig für die Konzeption und Weiterentwicklung der Luftwaffe unter dem Kommando des Chefs des Stabes Detlef Wibel und des Stellvertreters des Inspekteurs der Luftwaffe Jürgen Schnell. Nach der Beförderung von Schnell zum Stellvertreter des Generalinspekteurs der Bundeswehr, diente Lange als dessen Adjutant von 1991 bis 1993.
Von 1993 bis 1996 folgte für Lange eine internationale Verwendung im Stab des Allied Command Baltic Approaches (BALTAP) im dänischen Karup, wo er als Referatsleiter Planung diente. Zurück in Deutschland übernahm Lange in Köln von 1996 bis 1998 den Posten des Stellvertreters und Chefs des Stabes im Luftwaffenführungsdienstkommando unter der Führung von Klaus Poetzsch. 1998 wurde Lange abermals nach Bonn in das Bundesministerium der Verteidigung versetzt und diente dort bis 2000 als Referatsleiter für die Konzeption der Bundeswehr im Führungsstab der Streitkräfte (FüS VI 2) unter dem Kommando des Chefs des Stabes Hartmut Moede.

### Dienst als General
Unter Ernennung zum Brigadegeneral übernahm er schließlich von 2000 bis 2003 die Stabsabteilung Planung im Führungsstab der Streitkräfte (FüS VI) und diente damit unter dem Kommando des Chefs des Stabes, Egon Ramms.
In den Jahren von 2003 bis 2006 schloss sich für Lange unter Ernennung zum Generalmajor eine weitere internationale Verwendung an, diesmal als stellvertretender Vorsitzender des NATO-Luftverteidigungsausschusses im Hauptquartier der NATO in Brüssel. Wieder in Deutschland übernahm Lange am 27. November 2006 in Berlin den Posten des Stabsabteilungsleiters Militärpolitik und Rüstungskontrolle im Führungsstab der Streitkräfte (FüS III) unter dem Kommando des Chefs des Stabes, Manfred Engelhardt und danach Manfred Nielson. Diesen Posten gab er an Karl Müllner ab und folgte schließlich im April 2009 Heinz Marzi auf dem Posten des Stellvertreters des Inspekteurs der Luftwaffe nach. In dieser Verwendung wurde er zum Generalleutnant ernannt. Den Posten gab er im September 2010 an Norbert Finster ab, der bis dahin als Chef des Stabes des Führungsstabes der Luftwaffe unter ihm gedient hatte.
Lange wurde daraufhin nach Casteau bei Mons in Belgien versetzt, wo er am 23. September 2010 von General Karl-Heinz Lather das Amt des Chefs des Stabes im NATO-Hauptquartier Europa (SHAPE) übernahm. Dort dient er unter dem Supreme Allied Commander Europe (SACEUR), US-Admiral James G. Stavridis. Damit verbunden war seine Ernennung zum General. Mit Ablauf des Jahres 2012 wurde er in den Ruhestand versetzt.

## Auszeichnungen
- 1984: General-Heusinger-Preis
- 2003: Bundesverdienstkreuz am Bande